# Cleistocactus orthogonus
Cleistocactus orthogonus es una especie de planta suculenta perteneciente al género Cleistocactus, dentro de la familia Cactaceae. Es endémica del sur de Bolivia.

## Descripción
Cleistocactus orthogonus es una especie de cactus columnar de hábito arbustivo, con tallos cortos que no suelen estar ramificados. Son de color verde claro, alcanzan alturas de hasta 80 cm y diámetros de 4 a 5 cm.  
Presenta entre 15 y 17 costillas rectas y bajas, sobre las que se asientan areolas grises que están muy juntas unas de otras. Tienen aproximadamente 10 espinas blanquecinas en forma de aguja. Son finas, miden entre 0,5 y 3 cm de largo y no se pueden distinguir en espinas centrales y radiales. 

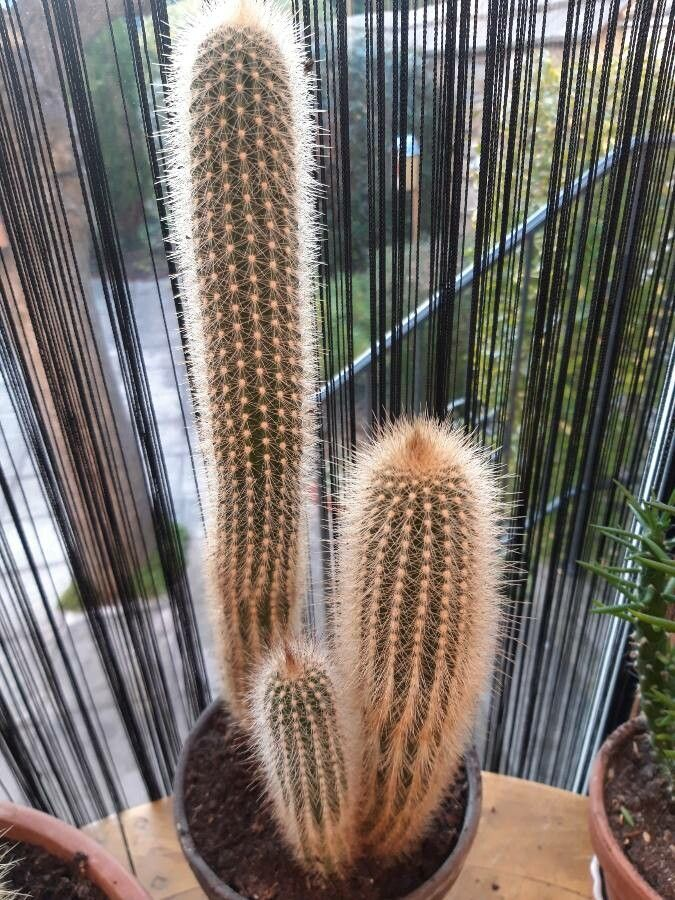
Planta en maceta

Las flores son rectas, tubulares y radialmente simétricas. Son de color magenta a rosa y miden entre 4,5 y 5 cm de largo. Además, al igual que la mayoría de las especies del género, las flores apenas se abren. Los frutos son esféricos, de color rosado y alcanzan diámetros de hasta 1,5 cm.

## Distribución y hábitat
El área de distribución nativa de esta especie es el sur de Bolivia (concretamente en el departamento boliviano de Potosí en la provincia de Cornelio Saavedra en el municipio de Betanzos) y crece principalmente en el bioma desértico o de matorral seco.

## Taxonomía
Cleistocactus orthogonus fue descrita por el botánico boliviano Martín Cárdenas Hermosa y publicada por primera vez en la revista científica Cactus (Paris) 14 (64): 161 en el año 1959.
Etimología
- Cleistocactus: nombre genérico que deriva de la combinación de la palabra griega kleistos (que significa cerrado), y cactus (término latino que alude a las plantas del género Cactaceae), haciendo referencias a que son "cactus con flores cerradas", ya que en algunas especies apenas se abren y parecen estar cerradas.
- orthogonus: epíteto específico que se deriva de las palabras griegas orthos (que significa 'recto') y gonia (que significa 'borde'), haciendo referencia a las costillas rectas y verticales de los tallos de la especie.[2]

## Usos
Se cultiva principalmente como planta ornamental y su propagación se realiza a través de esquejes o semillas.